# Bukovina nad Labem
Bukovina nad Labem là một làng thuộc huyện Pardubice, vùng Pardubický, Cộng hòa Séc.